# 池之内 (小牧市)
池之内（いけのうち）は、愛知県小牧市の地名。

## 地理
小牧市北部に位置する。西は本庄、南は古雅4丁目・上末、北は犬山市、北東は林に接する。

### 河川
- 大山川[1]
- 新造川[1]
- 池下川[1]

## 歴史

### 人口の変遷
国勢調査による人口および世帯数の推移。
| 1995年（平成7年）  | 644世帯 2257人 |  |
| 2000年（平成12年） | 719世帯 2263人 |  |
| 2005年（平成17年） | 722世帯 2282人 |  |
| 2010年（平成22年） | 771世帯 2297人 |  |
| 2015年（平成27年） | 791世帯 2276人 |  |
| 2020年（令和2年）  | 898世帯 2208人 |  |

## 交通
- 愛知県道明知小牧線[1]
- 愛知県道荒井大草線[1]

## 施設
- 篠岡農協[1]
- NTT篠岡電話交換局[1]
- 小牧市役所篠岡支所[1]
- 消防署東支署[1]
- 池之内駐在所[1]
- 大成プレハブ[1]
- 日本コンクリート工場[1]
- 八幡神社[1]
- 曹洞宗大泉寺[1]
- 真宗大谷派徳泉寺[1]
- 一鍬ゴルフクラブ[1]

### WEB
1. ↑  “愛知県小牧市の町丁・字一覧”.   人口統計ラボ. 2023年11月2日閲覧。
2. 1 2  総務省統計局 (2022年2月10日). “令和2年国勢調査の調査結果(e-Stat) - 男女別人口，外国人人口及び世帯数－町丁・字等” (CSV). 2023年8月2日閲覧。
3. ↑  “愛知県小牧市の郵便番号一覧”.   日本郵便. 2023年11月2日閲覧。
4. ↑  “市外局番の一覧” (PDF).   総務省 (2022年3月1日). 2022年3月22日閲覧。
5. ↑  総務省統計局 (2014年3月28日). “平成7年国勢調査の調査結果(e-Stat) - 男女別人口及び世帯数 －町丁・字等” (CSV). 2021年7月20日閲覧。
6. ↑  総務省統計局 (2014年5月30日). “平成12年国勢調査の調査結果(e-Stat) - 男女別人口及び世帯数 －町丁・字等” (CSV). 2021年7月20日閲覧。
7. ↑  総務省統計局 (2014年6月27日). “平成17年国勢調査の調査結果(e-Stat) - 男女別人口及び世帯数 －町丁・字等” (CSV). 2021年7月21日閲覧。
8. ↑  総務省統計局 (2012年1月20日). “平成22年国勢調査の調査結果(e-Stat) - 男女別人口及び世帯数 －町丁・字等” (CSV). 2021年7月21日閲覧。
9. ↑  総務省統計局 (2017年1月27日). “平成27年国勢調査の調査結果(e-Stat) - 男女別人口及び世帯数 －町丁・字等” (CSV). 2021年7月21日閲覧。

### 書籍
1. 1 2 3 4 5 6 7 8 9 10 11 12 13 14 15 16 17 18  「角川日本地名大辞典」編纂委員会 1989, p. 1678.